# Municipio de Richland (condado de Washington)
El municipio de Richland (en inglés: Richland Township) es un municipio ubicado en el condado de Washington en el estado estadounidense de Arkansas. En el año 2010 tenía una población de 1198 habitantes y una densidad poblacional de 21,85 personas por km².

## Geografía
El municipio de Richland se encuentra ubicado en las coordenadas 36°1′20″N 93°59′52″O / 36.02222, -93.99778. Según la Oficina del Censo de los Estados Unidos, el municipio tiene una superficie total de 54.82 km², de la cual 54,31 km² corresponden a tierra firme y (0,94 %) 0,52 km² es agua.

## Demografía
Según el censo de 2010, había 1198 personas residiendo en el municipio de Richland. La densidad de población era de 21,85 hab./km². De los 1198 habitantes, el municipio de Richland estaba compuesto por el 97,08 % blancos, el 0,33 % eran amerindios, el 0,42 % eran asiáticos, el 0,17 % eran isleños del Pacífico, el 0,58 % eran de otras razas y el 1,42 % eran de una mezcla de razas. Del total de la población el 1,75 % eran hispanos o latinos de cualquier raza.